# Reißhorn
Le Reißhorn est une montagne culminant à 2 412 mètres d'altitude dans le massif des Alpes de Berchtesgaden, en Autriche.

## Géographie

### Situation
Le Reißhorn se situe près de la frontière entre l'Allemagne et l'Autriche, au nord-ouest du Hochkönig et à l'est du Steinernes Meer.